# Vittorio Ripamonti
Vittorio Ripamonti (Monza, 6 ottobre 1916 – Roma, 17 agosto 2001) è stato un attore italiano.

## Biografia
Nel 1956 è ricordato con pochi dati informativi sulla sua carriera. Vent'anni più tardi è definito attore e regista di documentari. In effetti, Ripamonti nel 1966 gira Pezzi di carta, documentario che illustrava l'attività pittorica di Cesare Zavattini.
Appare in numerose pellicole non accreditato o in comparsate non segnalate tra i titoli di testa e di coda, spesso in ruoli di secondo piano.

## Filmografia parziale

### Regista
- Pezzi di carta - documentario (1966)

### Attore

#### Cinema
- Giuseppe Verdi, regia di Carmine Gallone (1938)
- Per uomini soli, regia di Guido Brignone (1938)
- Nonna Felicita, regia di Mario Mattoli (1938)
- Jeanne Doré, regia di Mario Bonnard (1938)
- Il pozzo dei miracoli, regia di Gennaro Righelli (1941)
- Inquietudine, regia di Vittorio Carpignano ed Emilio Cordero (1946)
- Giudicatemi, regia di Giorgio Cristallini, Guido Brignone e Rate Furlan (1948)
- C'è un sentiero nel cielo, regia di Marino Girolami (1957)
- La cambiale, regia di Camillo Mastrocinque (1958)
- Città di notte, regia di Leopoldo Trieste (1958)
- Il sepolcro dei re, regia di Fernando Cerchio (1960)
- L'oro di Roma, regia di Carlo Lizzani (1961)
- Ercole contro Moloch, regia di Giorgio Ferroni (1963)
- Totò e Cleopatra, regia di Fernando Cerchio (1963)
- L'alibi, regia di Vittorio Gassman, Adolfo Celi e Luciano Lucignani (1969)
- Colpo di stato, regia di Luciano Salce (1969)
- Un detective, regia di Romolo Guerrieri (1969)
- I cannibali, regia di Liliana Cavani (1970)
- Anno uno, regia di Roberto Rossellini (1974)
- Languidi baci... perfide carezze, regia di Alfredo Angeli (1976)
- Tutti possono arricchire tranne i poveri, regia di Mauro Severino (1976)
- Emanuelle in America, regia di Joe D'Amato (1976)
- Nina (A Matter of Time), regia di Vincente Minnelli (1976)
- Febbre da cavallo, regia di Stefano Vanzina (1976)
- La lunga strada senza polvere, regia di Sergio Tau (1977)
- Messalina, Messalina!, regia di Bruno Corbucci (1977)
- L'Italia in pigiama, regia di Guido Guerrasio (1977)
- Tutto suo padre, regia di Maurizio Lucidi (1978)
- Squadra antimafia, regia di Bruno Corbucci (1978)
- Play Motel, regia di Mario Gariazzo (1979)
- Io, Caligola, regia di Tinto Brass (1979)
- Assassinio sul Tevere, regia di Bruno Corbucci (1979)
- Ciao marziano, regia di Pier Francesco Pingitore (1980)
- L'avvertimento, regia di Damiano Damiani (1980)
- Il ficcanaso, regia di Bruno Corbucci (1981)
- I fichissimi, regia di Carlo Vanzina (1981)
- Bollenti spiriti, regia di Giorgio Capitani (1981)
- La casa stregata, regia di Bruno Corbucci (1982)
- Gian Burrasca, regia di Pier Francesco Pingitore (1982)
- Grand Hotel Excelsior, regia di Castellano e Pipolo (1982)
- Yes, Giorgio, regia di Franklin J. Schaffner (1982)
- The Lonely Lady, regia di Peter Sasdy (1983)
- Champagne in paradiso, regia di Aldo Grimaldi e Maurizio Lucidi (1984)
- Cento giorni a Palermo, regia di Giuseppe Ferrara (1984)
- 7 chili in 7 giorni, regia di Luca Verdone (1986)

#### Televisione
- Il ritorno di Simon Templar (Return of the Saint) – serie TV, episodio 1x21 (1979)
- Racconti fantastici, regia di Daniele D'Anza – miniserie TV, episodio Ligeia forever (1979)
- La giacca verde, regia di Franco Giraldi – film TV (1979)
- I ragazzi di celluloide, regia di Sergio Sollima – miniserie TV (1981)
- La veritaaaà, regia di Cesare Zavattini – film TV (1982)
- La chambre des dames, regia di Yannick Andréi  – miniserie TV, episodio 1x90 (1984)

## Teatro
- Il sogno di August Strindberg, regia di Ramon Pareja, Teatro Sancarluccio di Napoli (1978)